# Artemizij
Artemizij ili Artemision (grčki : Ἀρτεμίσιον) je rt u sjevernoj Eubeji, Grčka. Legendarna šuplja lijevana brončana statua Zeusa ili možda Posejdona, poznata kao Posejdon iz Artemizija, pronađena je na ovom rtu u potopljenom brodu, kao i Đokej Artemizija, brončana statua trkaćeg konja i njegovog džokej.
Bitka kod Artemizija, niz pomorskih sukoba tijekom tri dana tijekom druge perzijske invazije na Grčku 480. pr. Kr., istodobno s poznatijom kopnenom bitkom u bitci kod Termopila, odigrala se ovdje. Dio radnje filma 300: Uspon Carstva temeljio se na ovoj povijesnoj bitci.